# اورتون نوگوئیرا
اورتون نوگوئیرا (به پرتغالی: Everton Nogueira) هافبک اهل برزیل است که در شهر برزیل و در تاریخ ۱۲ دسامبر ۱۹۵۹ به دنیا آمده‌است.
اورتون نوگوئیرا در تیم‌های فوتبال سائوپائولو، یوکوهاما مارینوس، Kyoto Purple Sanga سابقهٔ حضور دارد.